# رالستن آن داو
رالستن آن داو (به انگلیسی: Rolleston on Dove) یک روستا و محله مدنی در بریتانیا است که در استافوردشر شرقی واقع شده‌است. رالستن آن داو ۳٬۲۶۷ نفر جمعیت دارد.